# Abril em Maio
A Abril em Maio é uma associação cultural fundada em 1994, por ocasião dos vinte anos do 25 de Abril. Materializou, ao longo destes anos (1994-2005), um projecto singular de associativismo e de intervenção cultural que se inspirou na memória do movimento popular que marcou a revolução (em especial na sua dimensão emancipatória), tendo vindo a afirmar-se desde a sua fundação como uma alternativa às lógicas culturais de mercado. Daí que na declaração de princípios desta associação se leia: "À Abril em Maio não interessa o cultural em que a cultura se transformou, mas a cultura enquanto conjunto de saberes, de saberes-fazer e de saberes-viver, fundado numa prática colectiva em que os indivíduos e os grupos são actores da sua própria existência. À Abril em Maio interessam, sim, os produtos culturais (e muitos deles são arte) que, pelo modo como são produzidos e reproduzidos e o valor de uso que podem ter, resistem à instrumentalização política e económica. Aqueles que, de uma maneira ou de outra veiculem ideais de solidariedade e cooperação, visando a transformação, e que combatam o autoritarismo, a ideologia competitiva, o discurso dominante e os ditames do mercado. À Abril em Maio interessa o trabalho dos intelectuais e dos artistas que, em vez de aceitarem, aprovarem e aplaudirem a ordem estabelecida, a contestam, a criticam e tentam combatê-la."